# Húmus

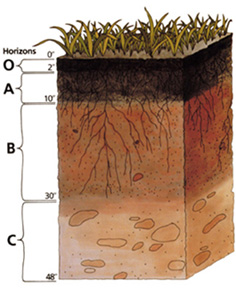
Corte esquemático do solo: a camada O é a camada orgânica do solo.

Húmus ou humo (do termo latino humus) é a matéria orgânica depositada no solo, resultante da decomposição de animais e plantas mortas, folhas e de seus subprodutos ou produzida por minhocas.

## Humificação
O processo de formação do húmus é chamado humificação e pode ser natural, quando produzido espontaneamente por bactérias e fungos do solo (os organismos decompositores), ou artificial, quando o homem induz a produção de húmus, adicionando produtos químicos e água a um solo pouco produtivo. Vários agentes externos como a humidade e a temperatura contribuem para a humificação.
Na formação do húmus, há liberação de diversos nutrientes, mas é de especial consideração a liberação de nitrogênio.

## Propriedades
O húmus possui propriedades e características que são fundamentais conhece-las antes de utilizá-lo como fertilizante. São propriedades físicas, químicas e físico-químicas.
As propriedades físicas inclui a umidade do húmus, em que se ele estiver seco sua consistência não é boa e ele acaba esfarelando, se estiver muito úmido, seu aspecto é pegajoso e aderente. O melhor aspecto do húmus é quando ele está com a umidade razoável e para saber a umidade adequada é só pegar um pouco do material na mão e pressionar, se ele formar gotas de água em sua mão ele está ideal para ser utilizado como fertilizante.
As propriedades químicas se referem a capacidade do húmus em se dissolver em determinadas soluções. Quando é dissolvido em álcalis, ele apresenta uma coloração escura e quando é dissolvido em uma solução acidificada o material é floculado, ficando com uma textura em gel.
A formação de quelados e a capacidade de troca por cátions (CTC) são propriedades físico-químicas do húmus. A formação de quelados é a capacidade desta matéria orgânica em aprisionar metais como, potássio, cálcio, manganês, cobre, zinco, ferro, em sua superfície. Por ser coloidal o húmus tem a capacidade de trocar cátions, possibilitando a absorção de nutrientes e impedindo que eles sejam levados pela água da chuva, possibilitando um solo rico em nutrientes disponíveis para o desenvolvimento das plantas.

## Decomposição
O húmus é um material de difícil decomposição, porém sob condições favoráveis ele pode se decompor com certa facilidade. Devido a presença de grande quantidade de matéria orgânica queimada no solo, às vezes se torna difícil elevar o teor de húmus, assim a exaustão dessa matéria orgânica é causado pelo cultivo intenso no solo, principalmente em regiões de clima tropical e sub-tropical, mal manejo do agricultor e desproteção dos efeitos da erosão.

## Compostagem
A compostagem é uma forma de "fabricar" húmus para utilizar como composto, ou seja, como fertilizante orgânico na agricultura.
A vermicompostagem é o uso da minhoca na produção de húmus, decompondo resíduos e dejetos de animais e também o lixo urbano (orgânico), colaborando com a melhoria dos solos, sequestrando carbono e eliminando cheiros desagradáveis. A vermicompostagem é um processo bastante difundido, em especial entre moradores de áreas rurais, visto a minhoca ser uma verdadeira máquina de limpeza dos resíduos, já que é uma solução econômica e ambiental para muitos dejetos que são jogados indevidamente no solo,como o lixo domiciliar. Quando colocada a quantidade correta de minhocas.

### Implantação de um minhocário

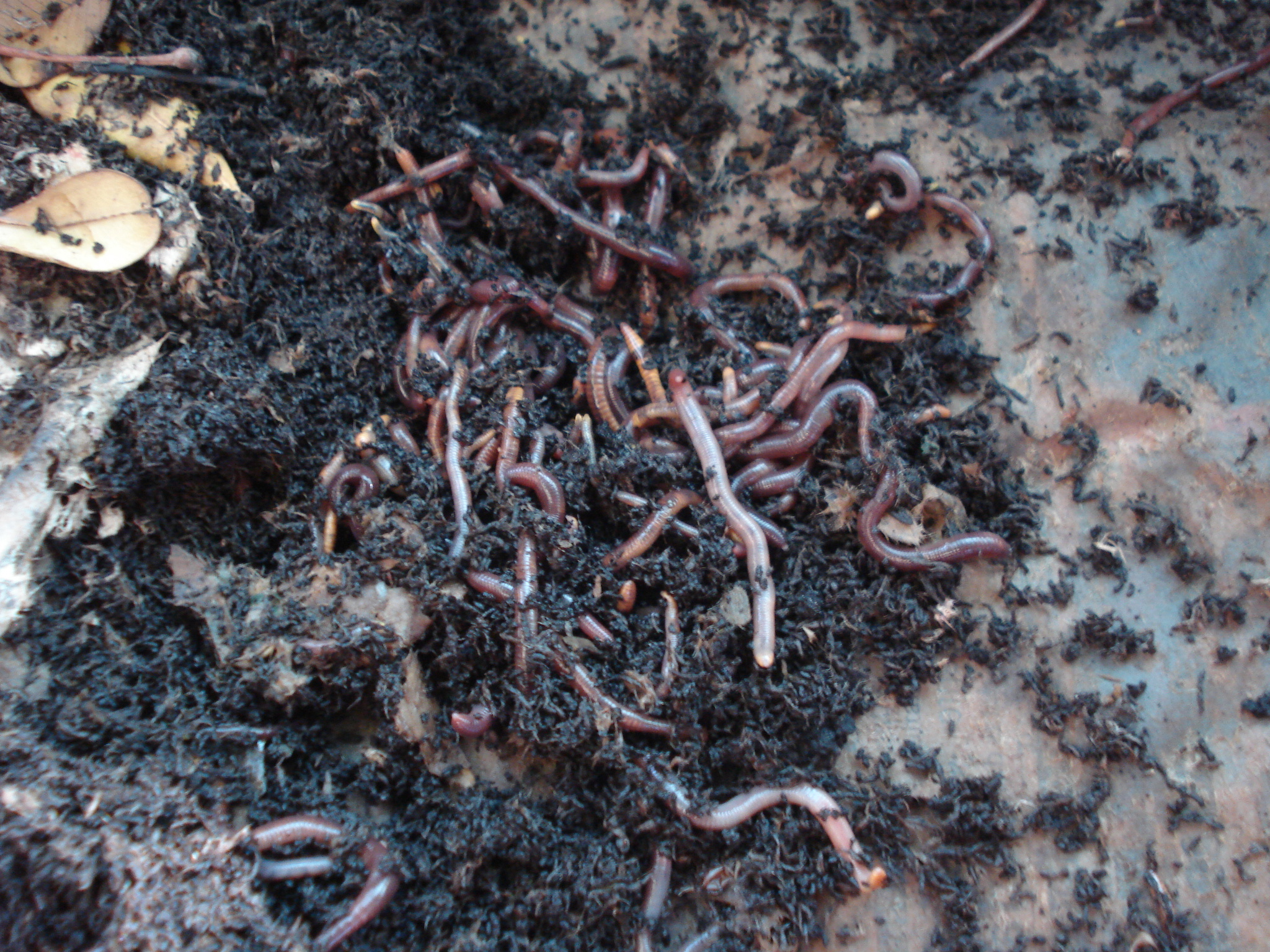
Vermicompostagem

Primeiramente é necessário definir com qual tipo de material será feito seu minhocário e a escolha do material não interfere na boa qualidade do húmus, podendo ser de alvenaria, bambu ou aproveitar alguma instalação antiga da propriedade.
A minhoca Vermelha-da-Califórnia é a mais utilizada para produção de húmus, devido a sua fácil adaptação a cativeiros e boa reprodução. A alimentação das minhocas tem que ser abundante, pois se houver pouco alimento elas podem fugir do cativeiro, por isso a necessidade de analisar a disponibilidade de material antes da implantação do minhocário. A melhor alimentação para as minhocas é o esterco bovino, esterco verde não é recomendado, pois pode aumentar sua temperatura e acabar afugentando as minhocas.
Para um bom desenvolvimento do minhocário, além da alimentação adequada, é necessário um ambiente que tenha boas condições para possibilitar uma boa reprodução e desenvolvimento das minhocas, como uma temperatura adequada (entre 20 e 25 C°), umidade ( de 70 a 80%)  que devem ser monitorados e o esterco não deve estar compactado e nem encharcado. Deve haver um controle dos predadores naturais da minhoca, dentre eles as galinhas, as formigas lava - pés e os pássaros.
Todas essas recomendações para a implantação do minhocário devem ser seguidas para que o ambiente fique favorável ao desenvolvimento das minhocas,  se a vermicompostagem não for feita seguindo essas recomendações as minhocas tenderão a fugir, havendo prejuízo para o investimento feito no empreendimento.